# Bachlalm

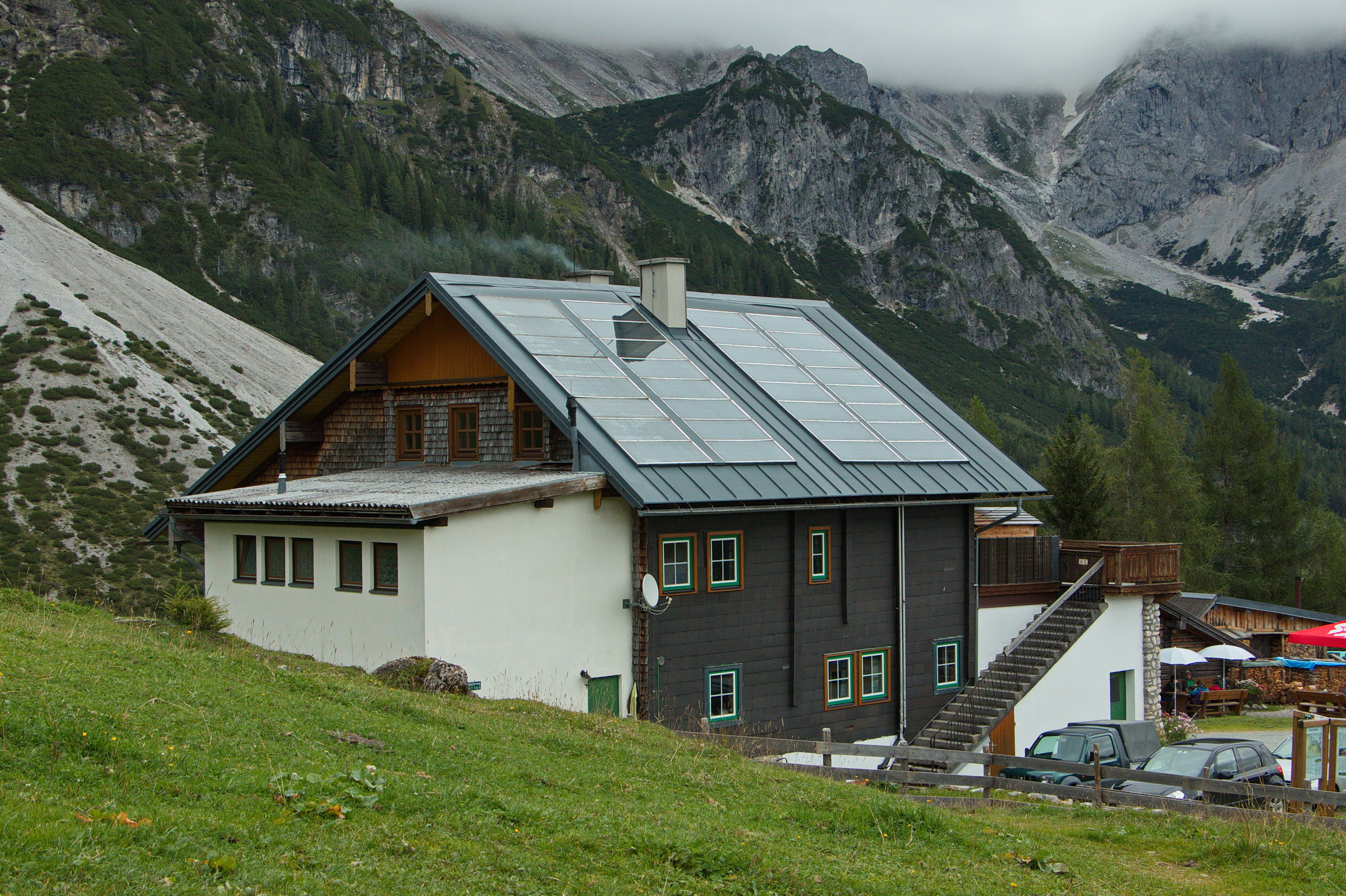
Bachlalm

Die Bachlalm ist eine Alm in einer Höhe von 1490 m ü. A. im Dachsteingebiet in Österreich.
Die Alm gehörte ursprünglich zum Bachlhof in Ramsau-Hachau und war bis in die 1930er Jahre eine reine Almwirtschaft mit Rindern und Schweinen sowie Pferden und Ziegen. Hier wurden verschiedene Käsearten produziert.
1947 entstand ein neues kombiniertes Wohn- und Wirtschaftsgebäude, aus dem sich der heutige Alpengasthof Bachlalm entwickelte, der über eine Mautstraße erreicht werden kann und Ausgangspunkt für unterschiedliche Wanderungen im Dachsteingebiet ist, so zum Beispiel zur Dachsteinsüdwandhütte, Hofpürglhütte und Adamekhütte.
In den 1970er-Jahren war die Bachlalm für Schul-Skikurse sehr populär.
Durch den Gastwirt wurden in den 1970er Jahren mehrere Murmeltiere angesiedelt, die sich rings um die Alm verbreitet haben und zu den Gästen zutraulich geworden sind.
Von der Bachlalm bietet sich ein Panoramablick auf den Torstein und in die Südwände des Dachsteins.